# Стегна (гміна)
Гміна Стегна (пол. Gmina Stegna) — сільська гміна у північній Польщі. Належить до Новодворського повіту Поморського воєводства.
Станом на 31 грудня 2011 у гміні проживало 9945 осіб.

## Територія
Згідно з даними за 2007 рік площа гміни становила 169.57 км², у тому числі:
- орні землі: 72.00%
- ліси: 10.00%

Таким чином, площа гміни становить 25.98% площі повіту.

## Населення
Станом на 31 грудня 2011:
| Опис     | Загалом | Загалом | Чоловіки | Чоловіки | Жінки | Жінки |
| -------- | ------- | ------- | -------- | -------- | ----- | ----- |
| одиниця  | осіб    | %       | осіб     | %        | осіб  | %     |
| все      | 9945    | 100     | 4984     | 50.12    | 4961  | 49.88 |
| міське   | 0       | 100     | 0        |          | 0     |       |
| сільське | 9945    | 100     | 4984     | 50.12    | 4961  | 49.88 |

## Сусідні гміни
Гміна Стегна межує з такими гмінами: Новий Двур-Гданський, Осташево, Цедри-Вельке, Штутово.